# Vegesack

Stadtteil Vegesack als onderdeel van Stadtbezirk 5 Nord van de stad Bremen

Vegesack  is een stad in de deelstaat Bremen  en tevens een stadsdeel van Bremen in Duitsland. Vegesack ligt meer dan 20 km ten west-noordwesten van het oude centrum van Bremen. In het noorden grenst Vegesack aan de gemeente Schwanewede in de deelstaat Nedersaksen.

## Indeling en bevolkingscijfers van Vegesack
Vegesack (Stadtteil van Bremen) had per 31 december 2019 in totaal 35.083 inwoners.
Het bestaat uit 5 Ortsteile:
- Vegesack-stad, 6.588 inwoners
- Grohn, 6.450 inw., ten zuidoosten van Vegesack-stad
- Schönebeck, 5.344 inw., aan de noordoostkant van  Vegesack
- Aumund-Hammersbeck, 7.719 inw., ten noorden van Vegesack
- Fähr-Lobbendorf, 8.982 inw., aan de westkant, bij het werfterrein van Bremer Vulkan

De meerderheid van de christenen in de gemeente is evangelisch-luthers.

## Infrastructuur

Lijnennetkaart Regio-S-Bahn Bremen

- Vegesack ligt aan de, stroomafwaarts varend, rechter (noordelijke) oever van de Wezer. De in de 17e eeuw nog belangrijke haven aan deze rivier wordt vrijwel alleen nog gebruikt als ligplaats voor museumschepen en voor de pleziervaart. Bij Grohn mondt de Lesum uit in de Wezer. De stormvloedkering Lesumsperrwerk in deze rivier ligt op het grondgebied van Vegesack (Grohn).
- De belangrijkste verkeersweg in Vegesack is de Bundesstraße 74. Deze kruist circa 5 km ten oosten van Vegesack bij afrit 16 de Autobahn A27 Bremen-Bremerhaven.
- De stad heeft een spoorwegstation: Station Bremen-Vegesack aan de door de Regio-S-Bahn Bremen/Niedersachsen bediende spoorlijn Bremen-Farge - Bremen-Vegesack westwaarts richting Farge en de spoorlijn Bremen-Burg - Bremen-Vegesack oostwaarts richting Bremen-centrum. Beide lijnen komen als  lijn RS 1 in de dienstregeling voor. Ook Aumund en Schönebeck hebben kleine treinstations. Zie bovenstaande lijnennetkaart (midden).
- Verscheidene stadsbuslijnen verbinden Vegesack met andere delen van Bremen en met plaatsen in de gemeente Schwanewede.
- Een veerpont over de Wezer verbindt Vegesack met het ertegenover liggende Lemwerder in Nedersaksen.

## Economie
Vegesack is van oudsher bekend als locatie van scheepswerven. Een grote, nog bestaande werf is Lürssen, die te Vegesack echter alleen nog haar hoofdkantoor heeft. Direct aan de overkant van de Wezer, in Lemwerder, heeft dit bedrijf een werf waar luxe jachten worden gebouwd. Lürssen is eigenaresse van de roemruchte collega-werf Blohm + Voss te Hamburg. Een nieuw bedrijventerrein zal worden ontwikkeld op de  uitgestrekte locatie van de stilgelegde Bremer Vulkan-werf
In de gemeente is nog een aantal middelgrote bedrijven gevestigd van meer dan regionaal belang. Daaronder is een fabriek van wand- en vloertegels, een afvalverwerkingsbedrijf, een fabriek van badmatten en een machinefabriek. Daarnaast zijn er de in een havenplaats gebruikelijke transport- en logistiekbedrijven.
In de dienstensector verdient de particuliere, gerenommeerde  Jacobs University Bremen, gevestigd te Grohn, vermelding.

## Geschiedenis
Een populaire, 17e-eeuwse, verklaring voor de plaatsnaam is die van een oude havenherberg Tom fege Sack, waar men na er iets te hebben gedronken met zijn zak dingen kan vegen, omdat deze niets meer bevat, m.a.w. men drinkt er totdat zijn geld opgebruikt is.
Het oudste gedeelte van het stadsdeel is het dorp Fähr, genoemd naar een veerverbinding over de Wezer, die reeds in de 15e eeuw bestond.Tussen 1618 en 1623 werd de haven van Vegesack aangelegd. In 1719 werd een groot deel van de plaats door brand verwoest. Veel mannen uit Vegesack verdienden in de late 17e, 18e en 19e eeuw hun brood in de walvisvaart nabij Groenland. Van 1741 tot aan de Napoleontische tijd behoorde Vegesack op het Havenhaus en de havenkom na, tot het Keurvorstendom Brunswijk-Lüneburg. In deze periode had de plaats te lijden van verzanding van de haven. Schepen meerden er alleen nog aan, om gerepareerd te worden of er de winter door te brengen.  In 1803 werd Vegesack een stadsdeel van Bremen, maar het verkreeg in 1852 wel zelf ook stadsrechten. In 1863 kreeg Vegesack aansluiting op het spoorwegnet.
Vegesack was in zijn historie vestigingsplaats van diverse scheepswerven. De bekendste waren Bremer Vulkan (1893-1997) en het nog bestaande Lürssen-concern. Van de Vulkan-werf is een bunker blijven staan, die door talentvolle jonge pop-musici uit de regio wordt gebruikt als repetitie-, concert- en ontmoetingsruimte (Kulturbunker Vulkan).
In 1973 kwam het grote, uit 570 woningen bestaande, flatgebouw Grohner Düne gereed. Sedert circa 1990 is het gebouw een achterstandswijk met naar verhouding veel werkloosheid, armoede en criminaliteit. Anno 2019 is nog steeds onduidelijk, of het -bijna uitsluitend door vluchtelingen en andere mensen van niet-Duitse herkomst- bewoonde gebouw zal worden gesloopt of niet. Met name de vraag, hoe de huidige bewoners elders betaalbare woonruimte moeten vinden, is nog onbeantwoord.

## Bezienswaardigheden
- De classicistische stadskerk van Vegesack (1821; in 1833 vergroot)
- In de haven van Vegesack liggen enige bezienswaardige, historische schepen, waaronder de driemaster uit 1927 Schulschiff Deutschland.
- Het als horecagelegenheid gebruikte Havenhaus uit 1648 is het oudste bouwkundige monument van Vegesack.
- Een rond 1808 gebouwd, voormalig pakhuis in de wijk Havenhööfd herbergt een klein museum.
- KITO-Haus met permanente expositie van schilderijen van Fritz Overbeck
- Stadsmuseum in het in een fraai beekdal gelegen, 17e-eeuwse kasteel te Schönebeck
- Het fraai gelegen Landhaus Lamotte te Schönebeck is een educatief centrum voor jong en oud op het gebied van milieu, duurzaamheid, kennis der natuur enz.
- Een gedeelte van het bij veel Bremers als wandelgebied populaire Wätjens-Park, onderdeel van een 35 ha groot landgoed,  in de vroege 19e eeuw gesticht door de oprichter van de Vulkan-werf, ligt in Lobbendorf (de rest ligt in het aangrenzende Bremen-Blumenthal).

## Afbeeldingen

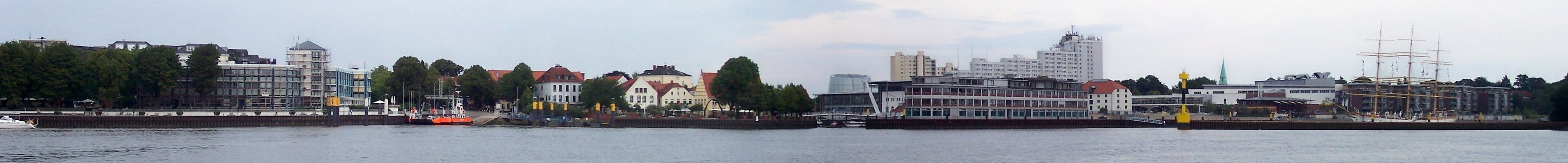
Wezerkade, Vegesack
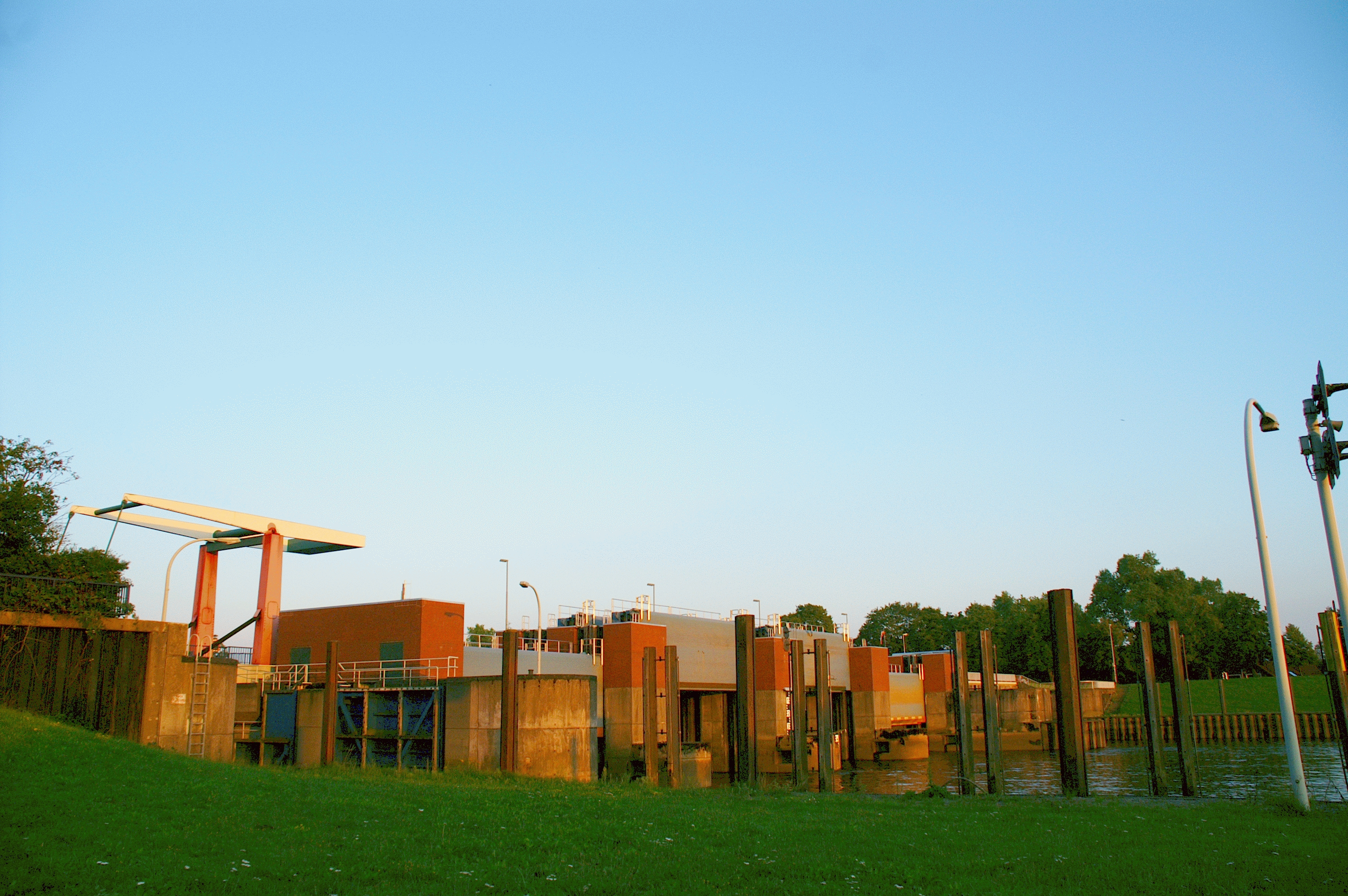
Lesumsperrwerk
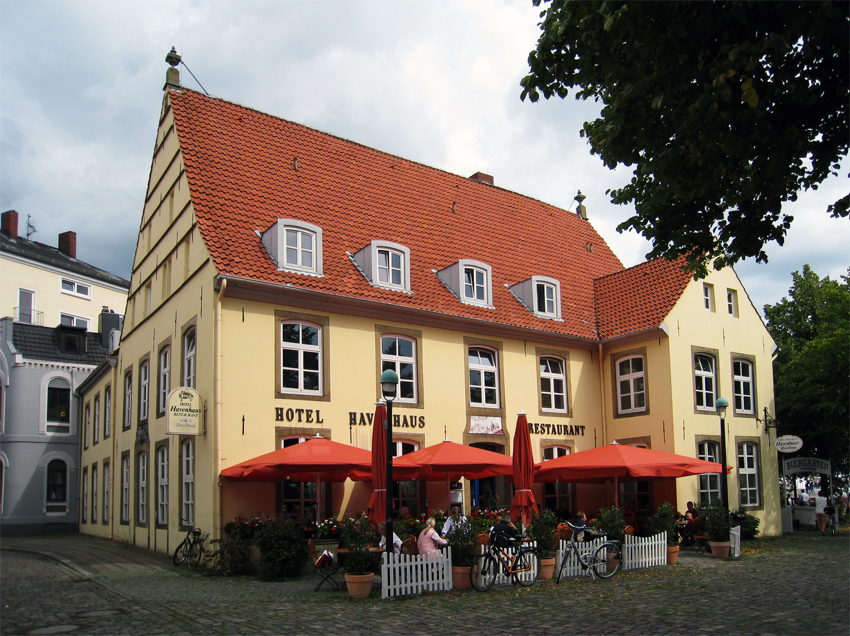
Havenhaus (1648)
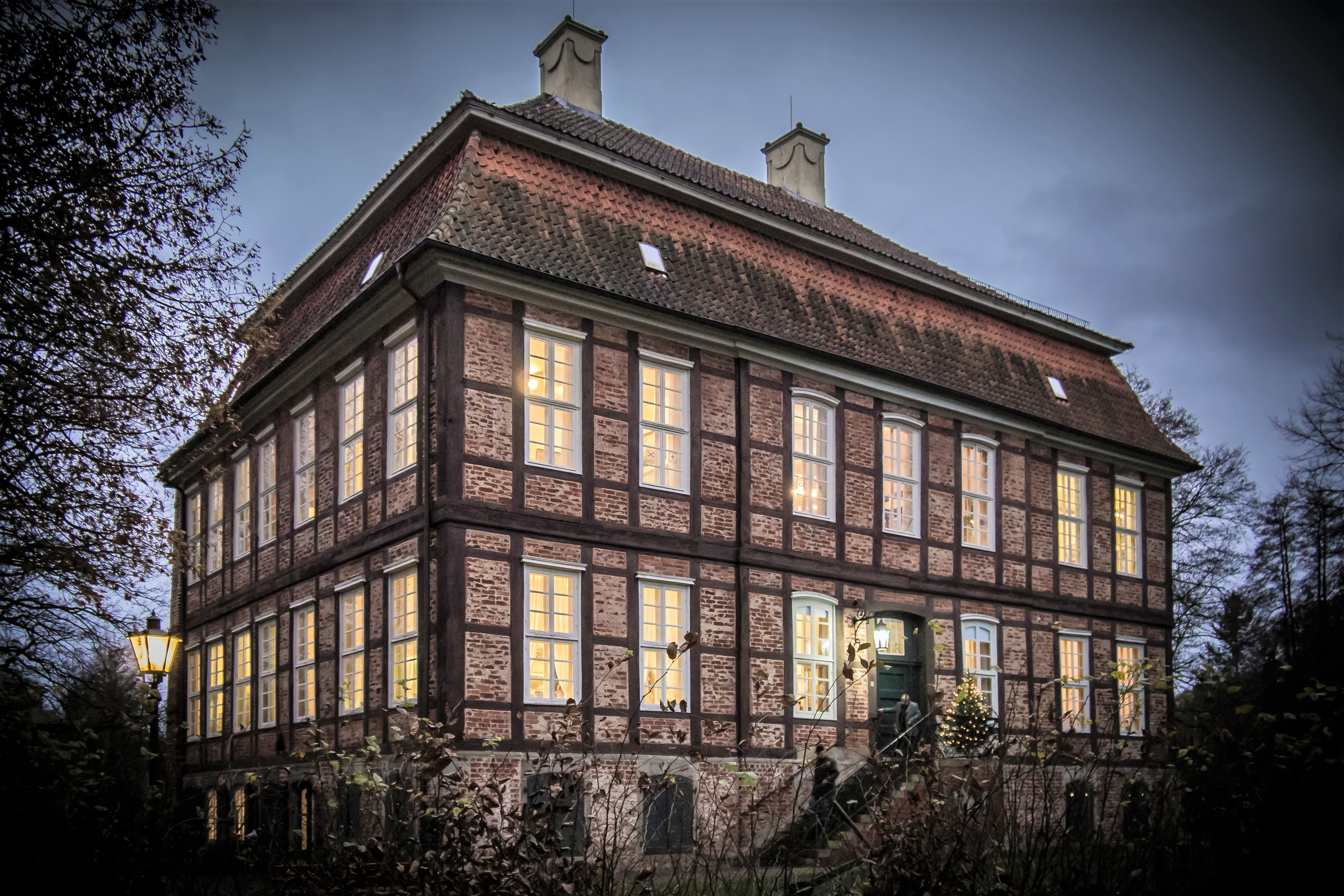
Kasteel Schönebeck, N.O.- en Z.O.-gevel
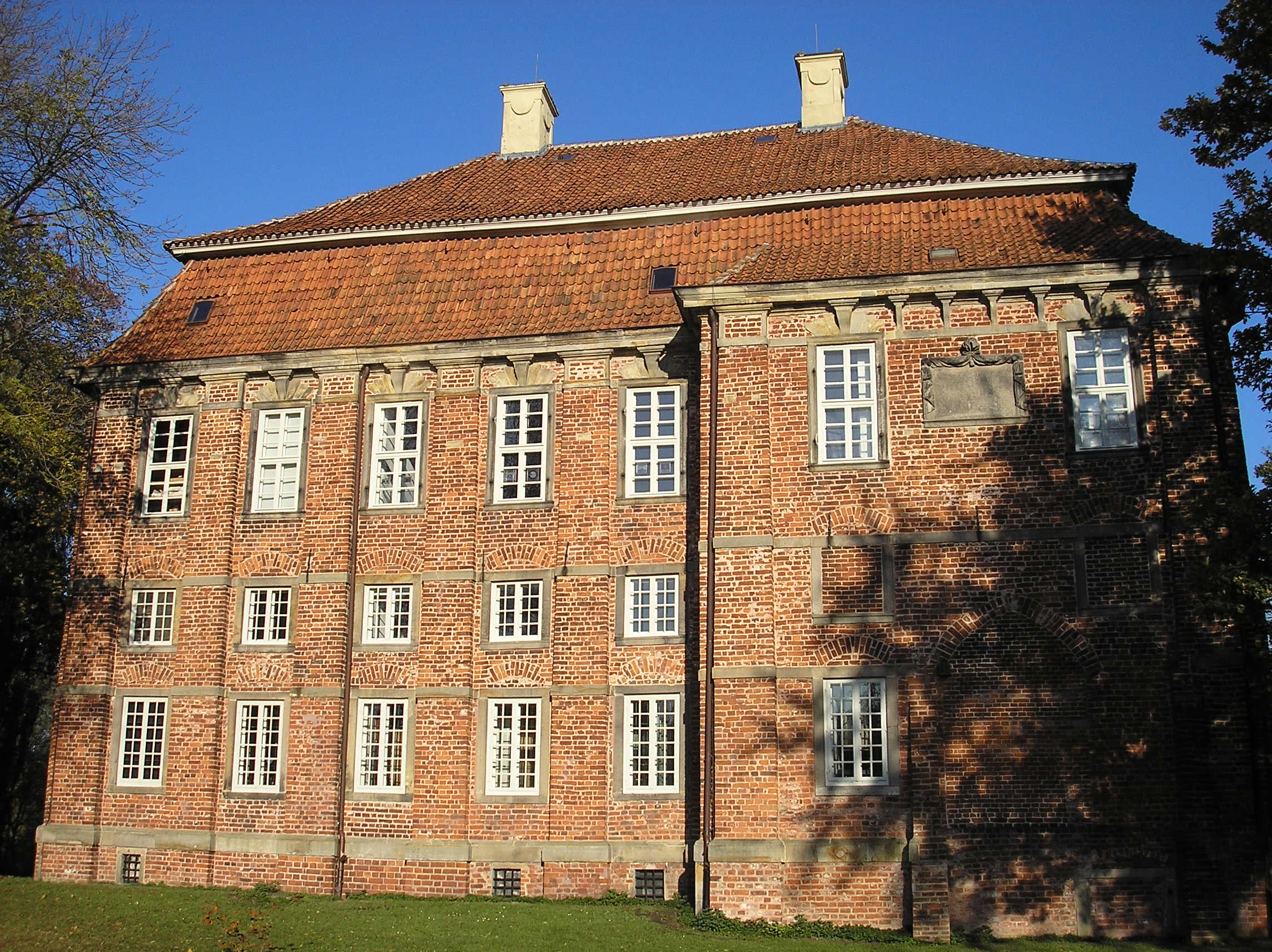
Kasteel Schönebeck, Z.W.-gevel
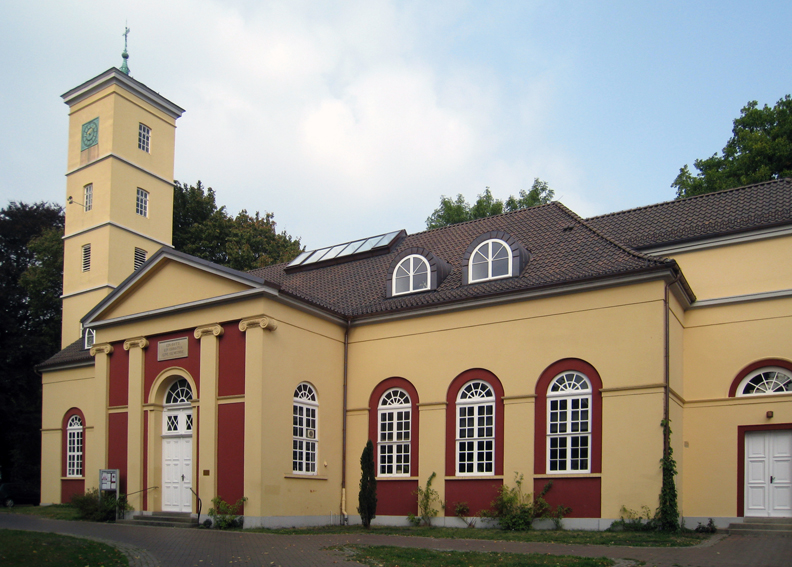
Stadskerk Vegesack
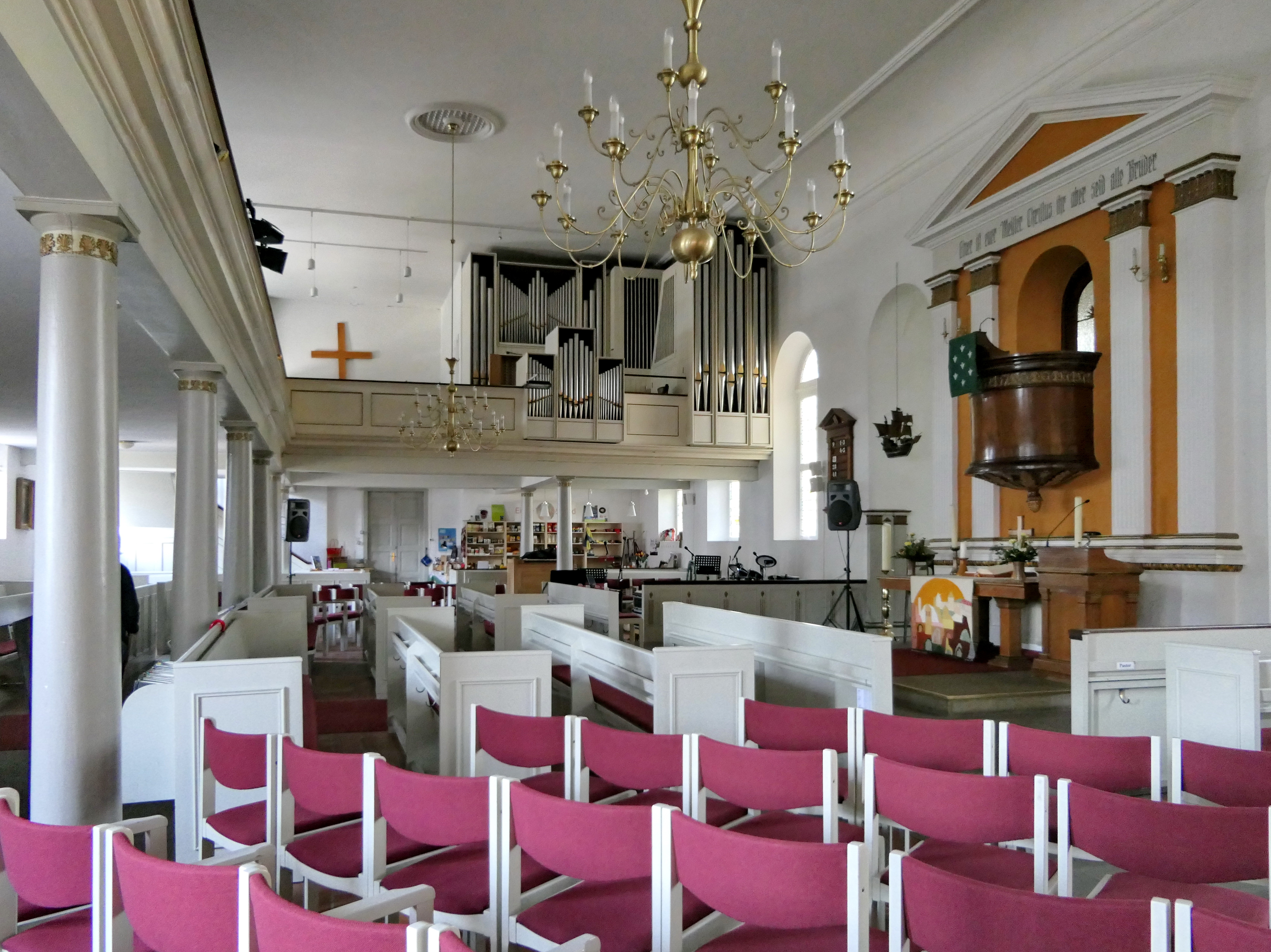
Stadskerk Vegesack, interieur
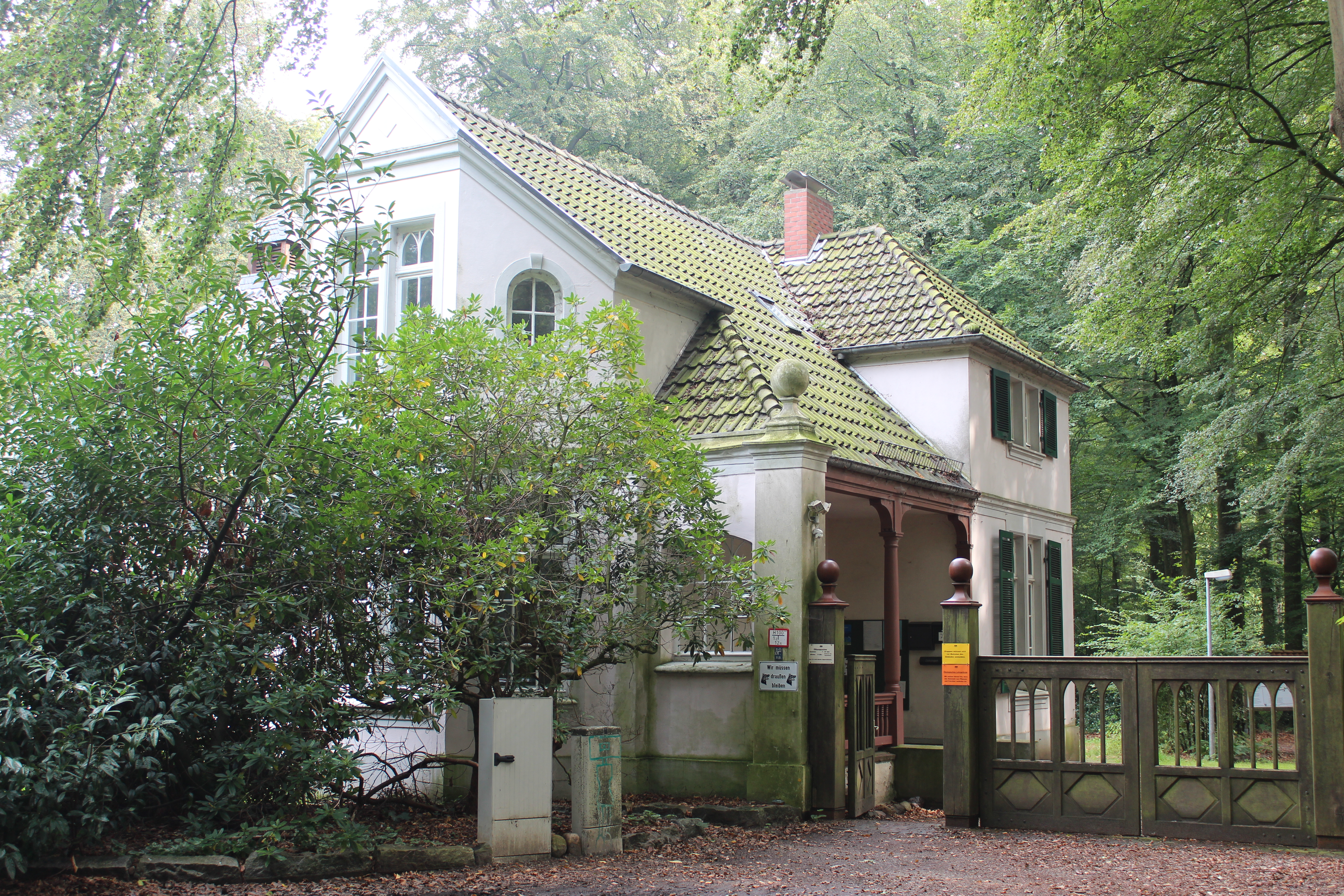
Landhaus Lamotte, Schönebeck
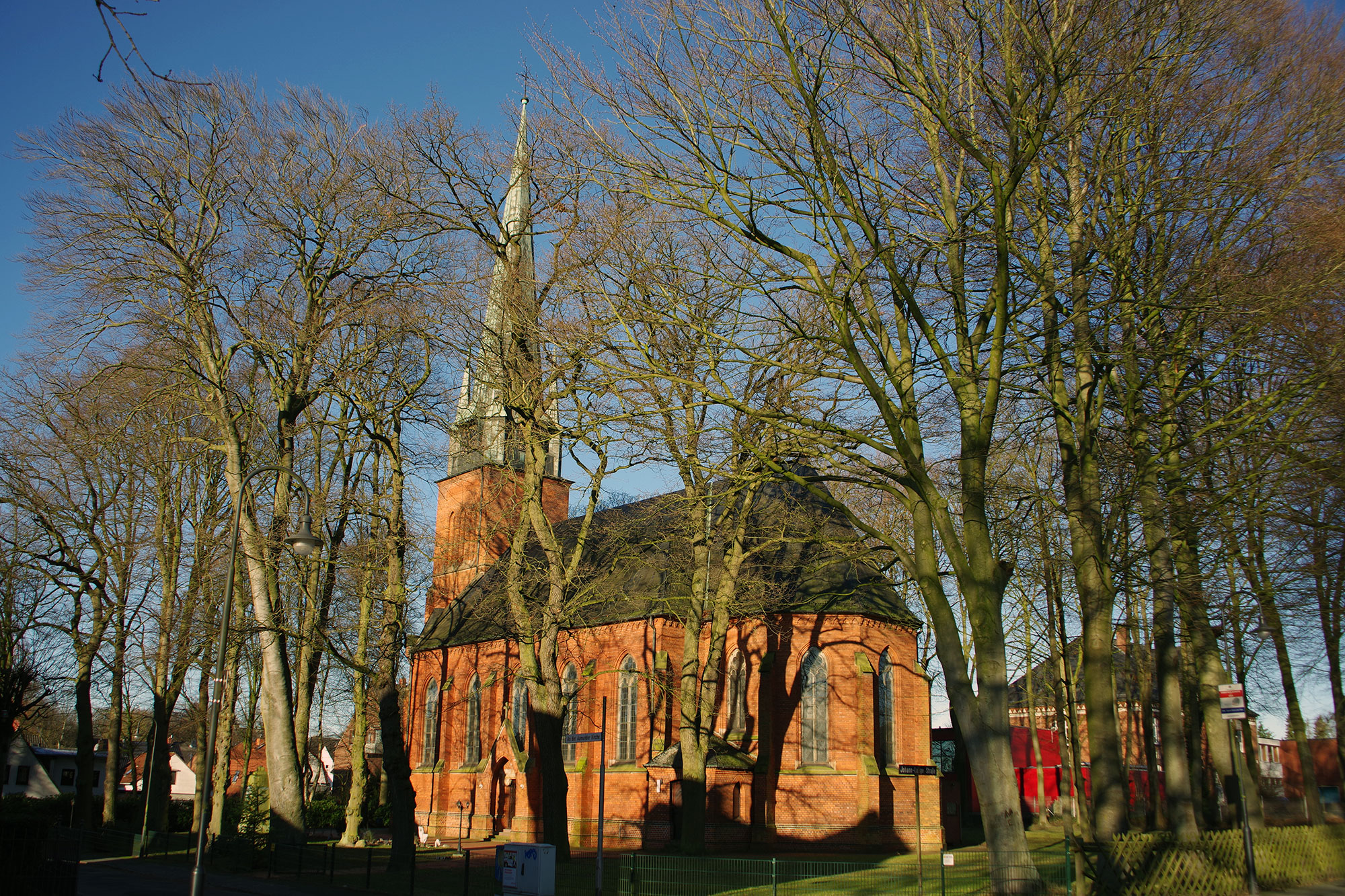
Evang.-lutherse kerk te Alt-Aumund (1877)
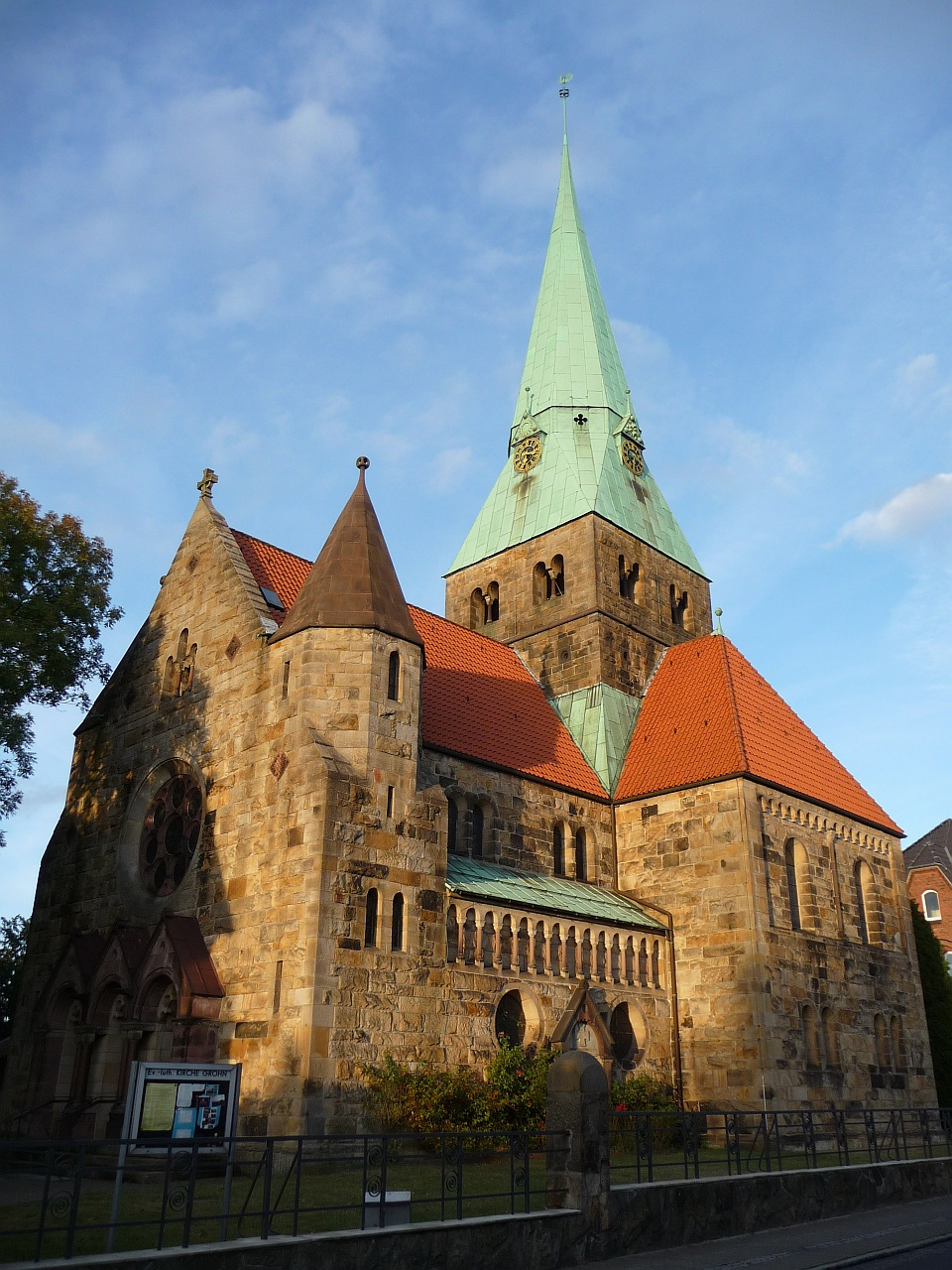
St.-Michaëlskerk, Grohn (1908)
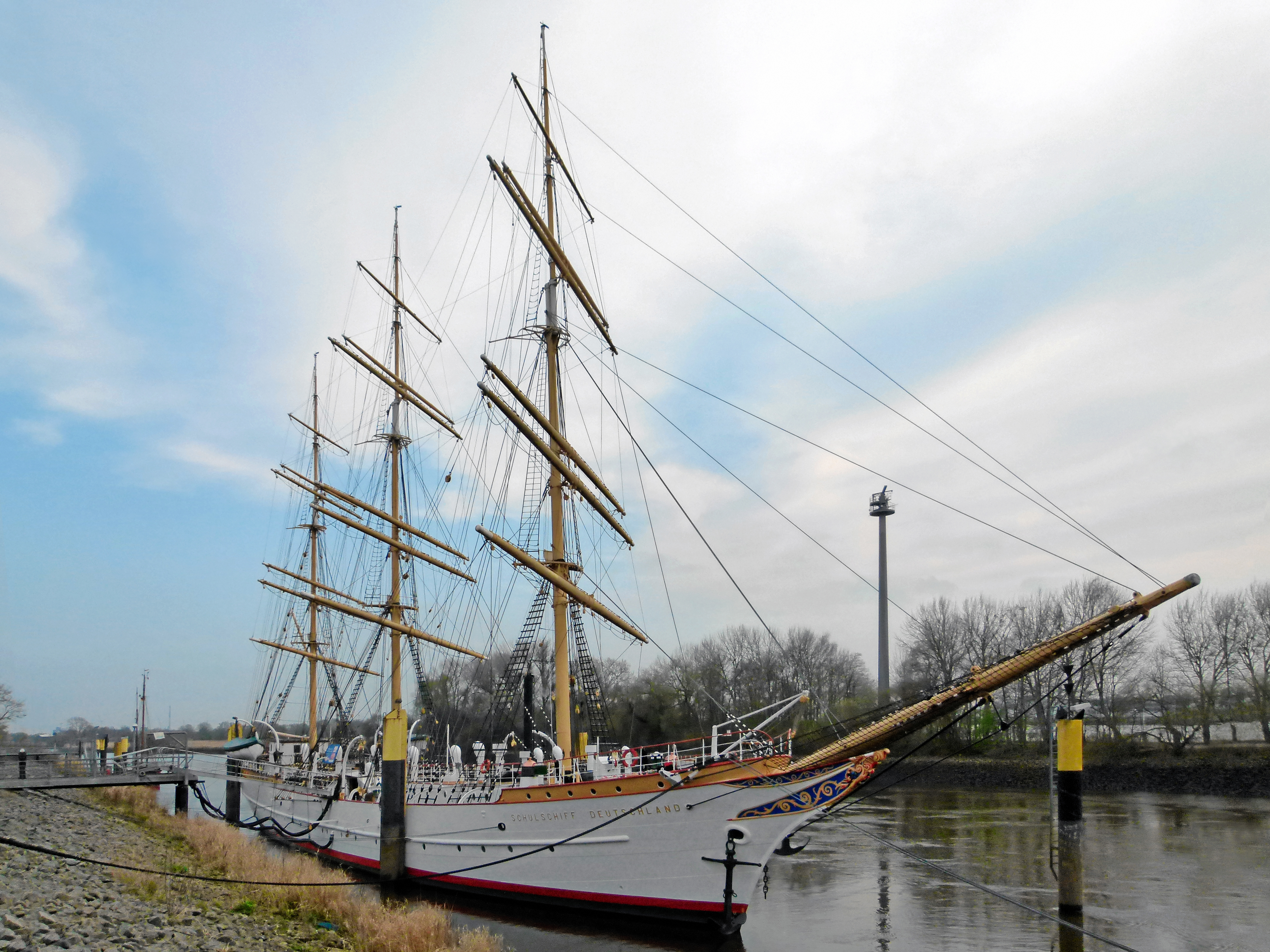
Driemaster uit 1927 Schulschiff Deutschland
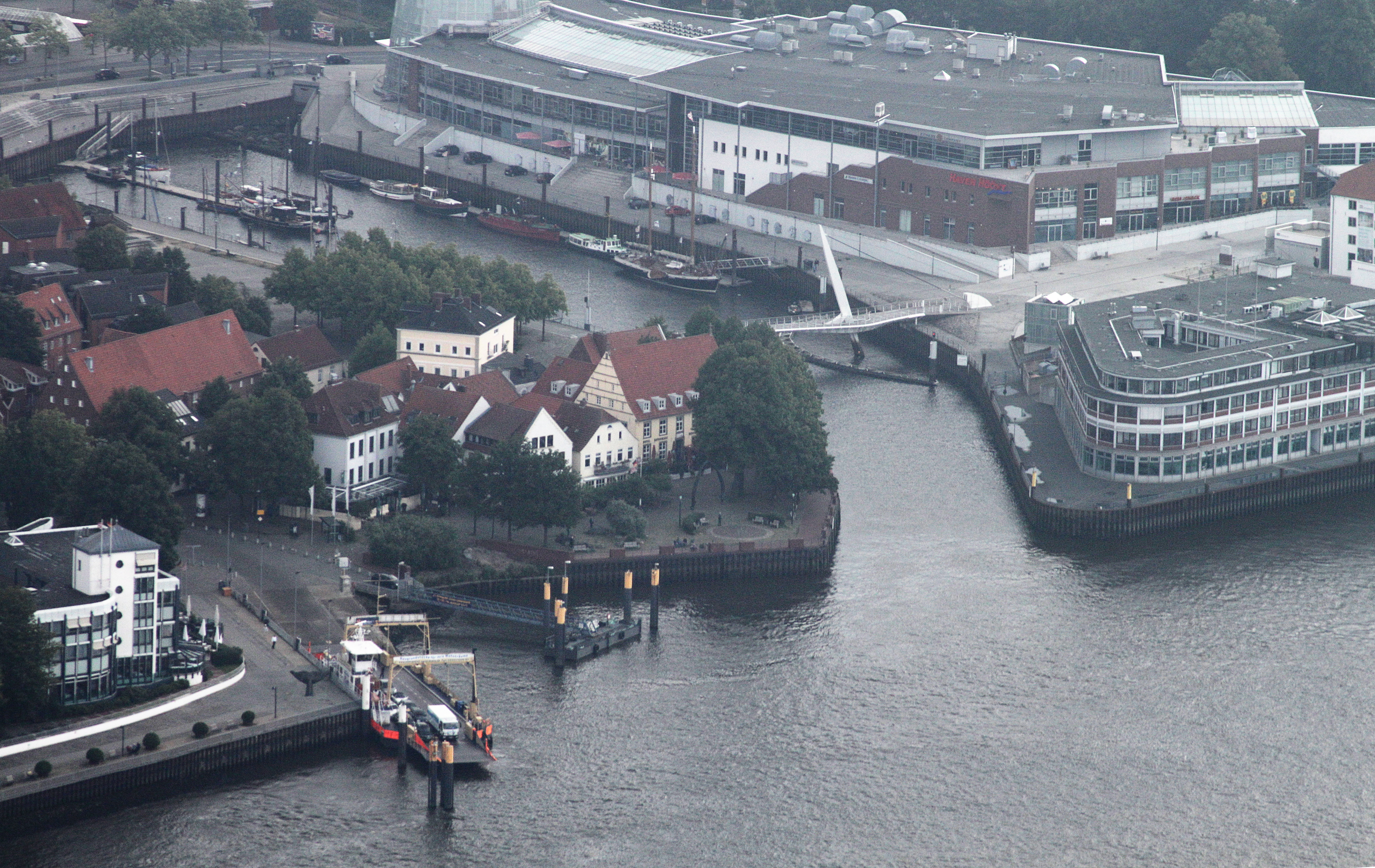
De veerboot naar Lemwerder in de haven van Vegesack
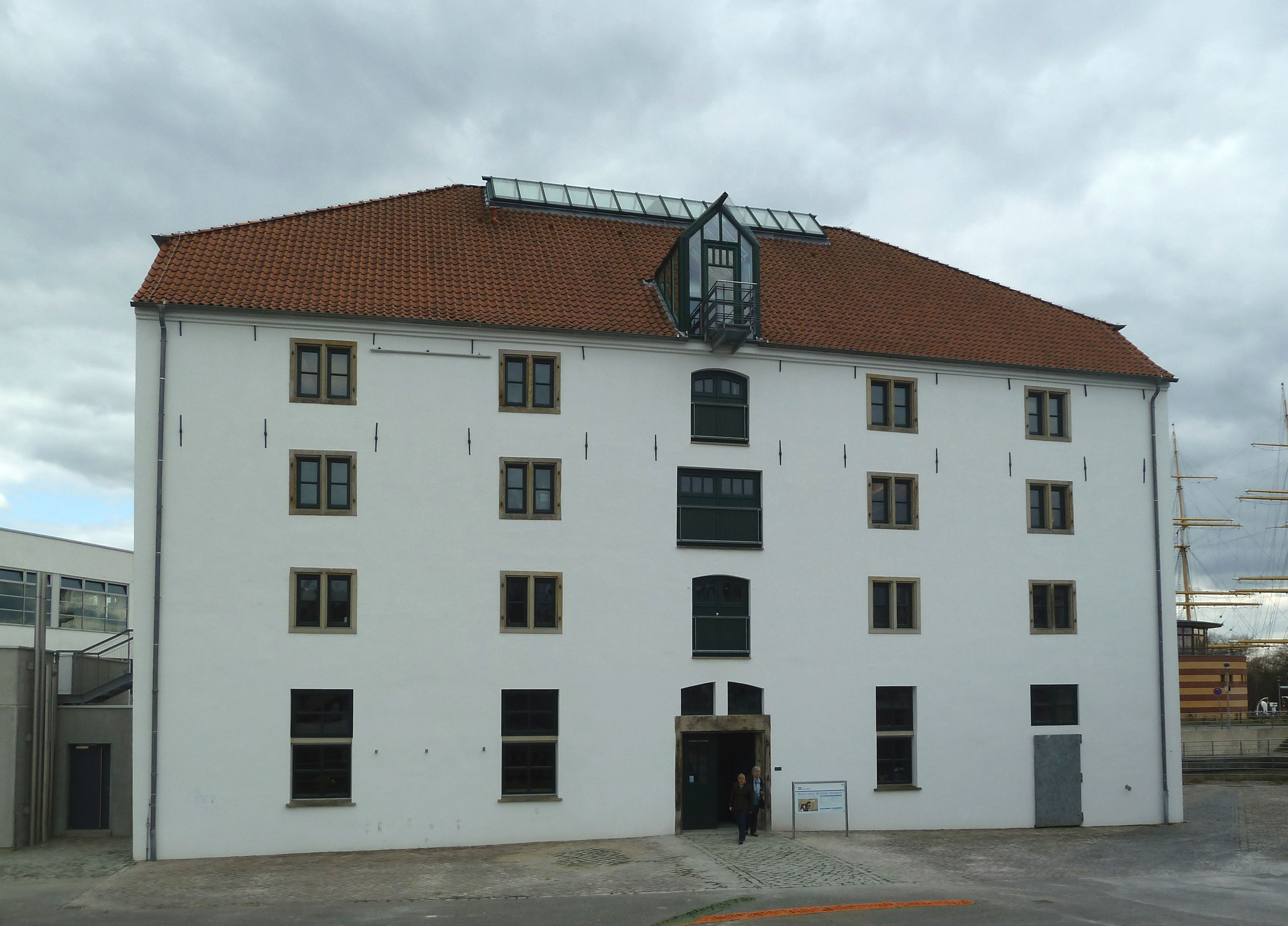
Voormalig pakhuis in de haven van Vegesack
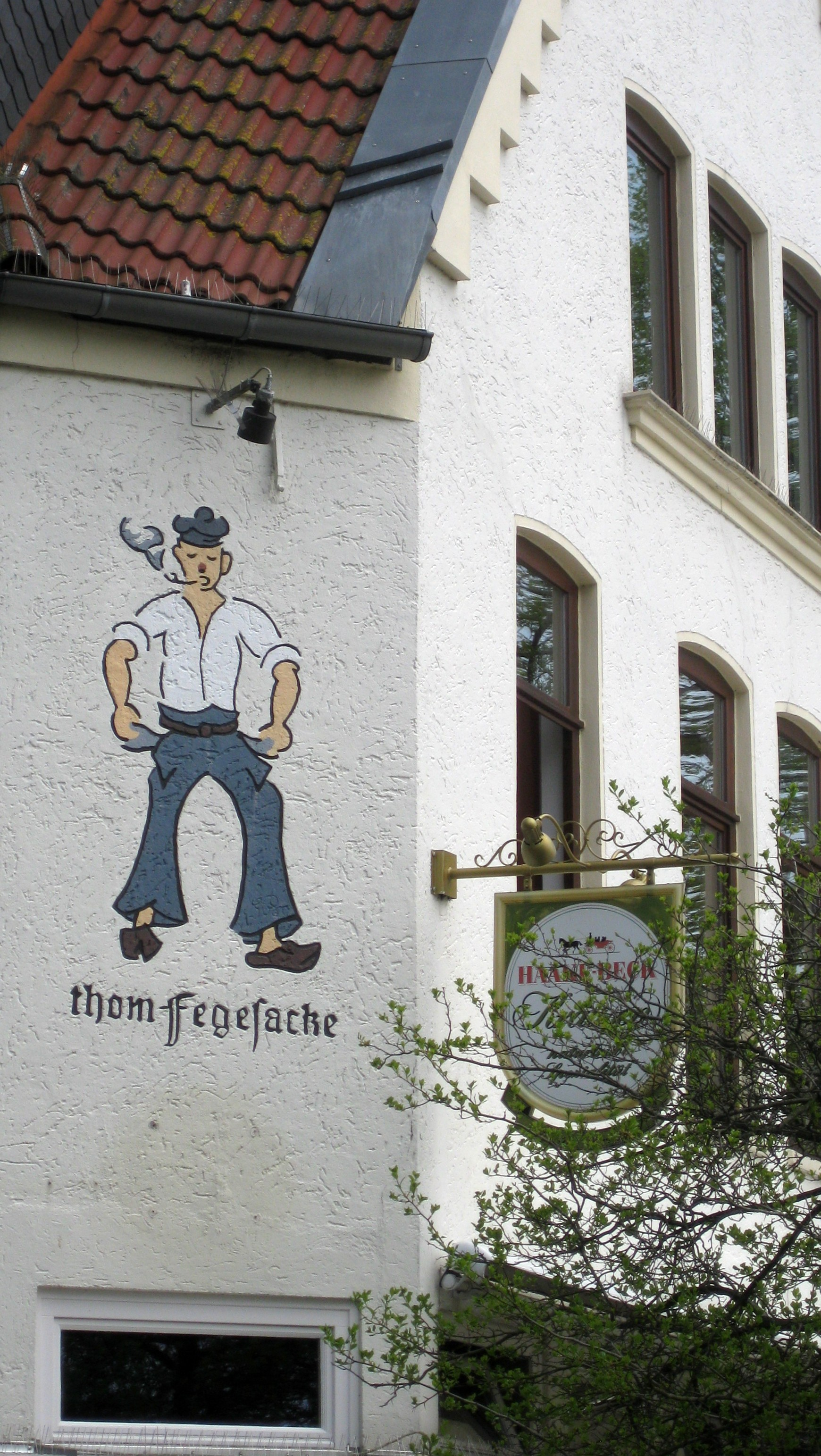
Café met mural Thom Fegesacke
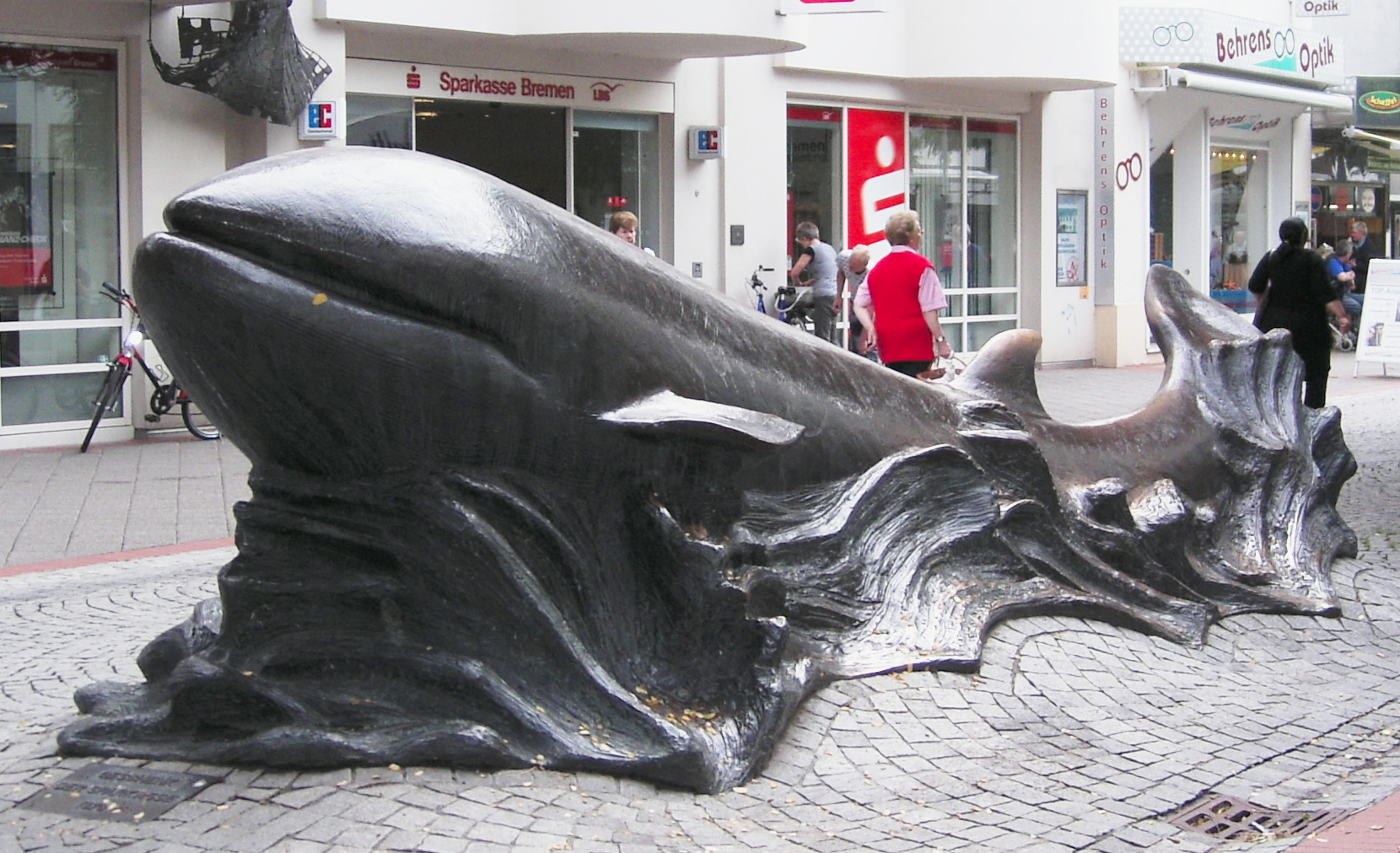
Sculptuur Walvis (Uwe Häßler, 1980)
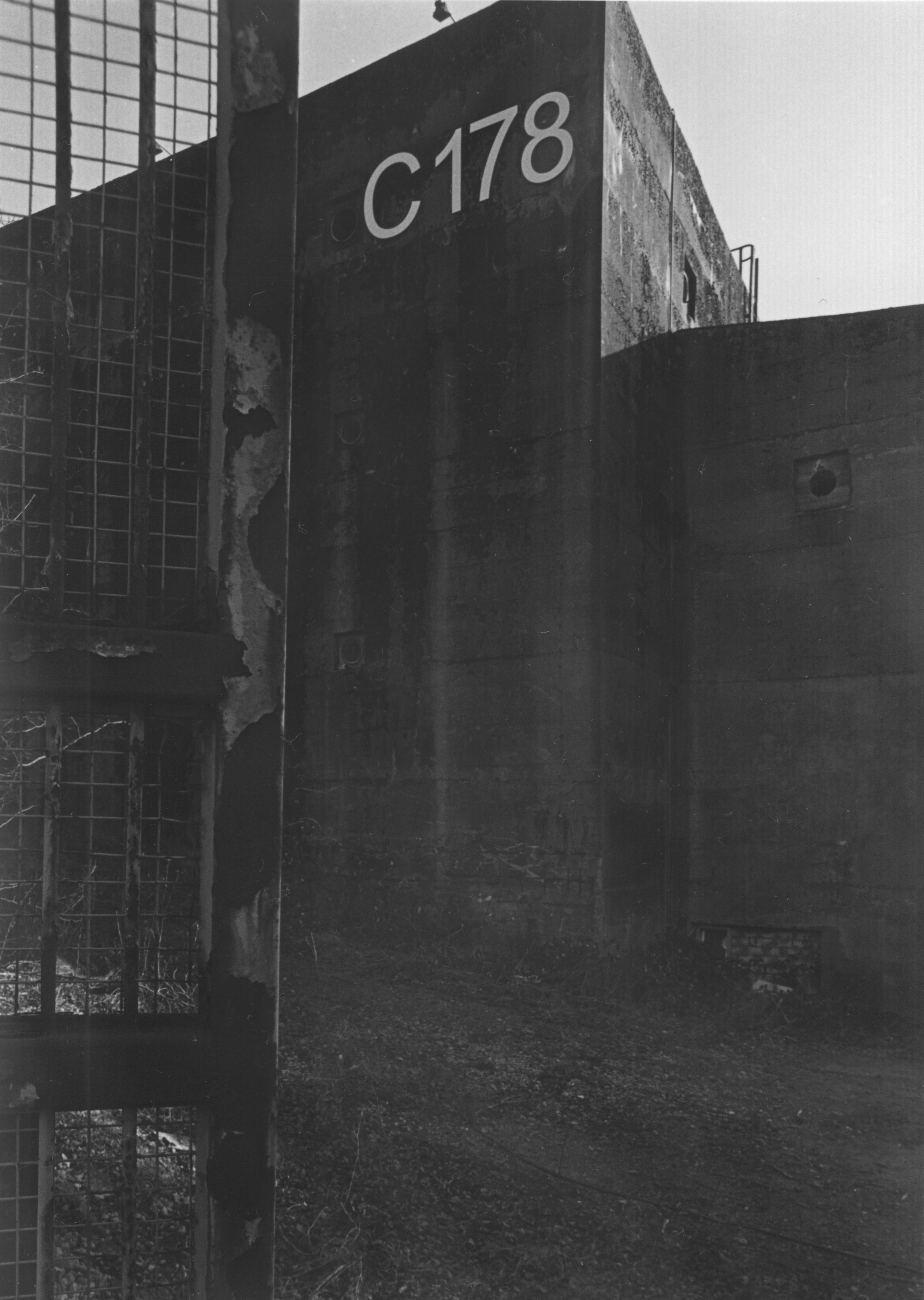
Kulturbunker Vulkan
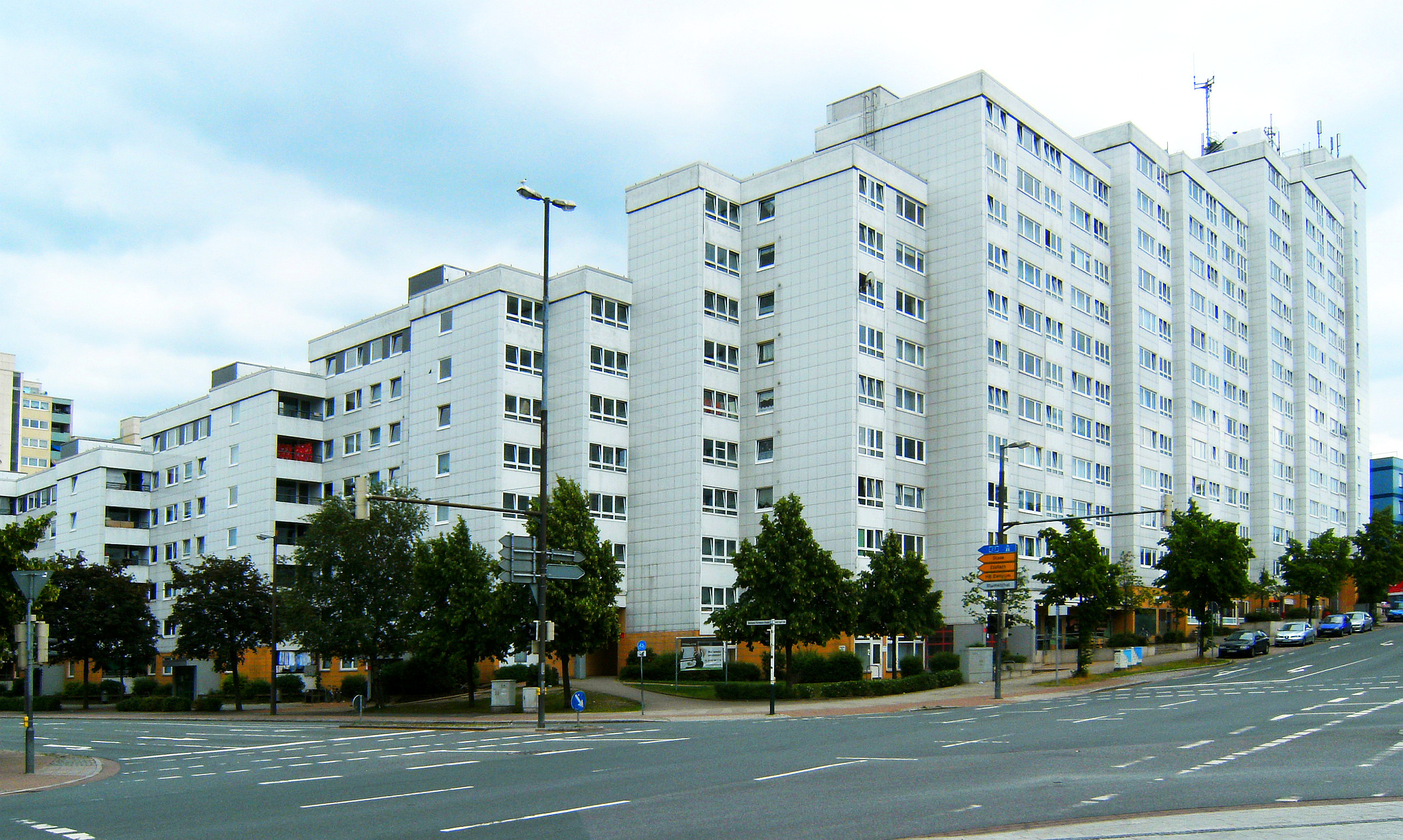
Flatgebouw Grohner Düne

## Belangrijke personen in relatie tot Vegesack

### Geboren te Vegesack
- Friedrich Gerhard Rohlfs (* 14 april 1831 in Vegesack ; † 2. Juni 1896 in Rüngsdorf, Landkreis Bonn), bekend Duits ontdekkingsreiziger, met name rond 1870 actief in Noord-Afrika en Ethiopië, schreef diverse boeken over zijn belevenissen tussen 1868 en 1886
- Jürgen Trittin (* 25 juli 1954 in Bremen-Vegesack) Duits politicus (Bündnis 90/Die Grünen). Van juni 1990 tot juni 1994 was Trittin minister in de deelstaatregering van Nedersaksen en van oktober 1998 tot november 2005 bondsminister van milieu.

### Overigen
- Ernst Georg Baars (Bremerhaven, 26 november 1864 – Bremen, 25 september 1949) was een Duits luthers theoloog; hij was circa 25 jaar dominee in Vegesack.
- Albrecht Wilhelm Roth (6 januari 1757 – 16 oktober 1834), arts en botanicus, woonde vanaf 1779 te Vegesack en overleed er ook
- Fritz Overbeck (Bremen, 15 september 1869 - Bröcken bij Vegesack, Bremen, 8 juni 1909), Duits kunstschilder